# Furstendöme
Ett furstendöme är ett i regel mindre, landområde med en furste som ledare eller statschef. Numera finns det endast tre självständiga furstendömen i Europa: Andorra, Liechtenstein och Monaco. Ett liknande statsskick finns i Luxemburg som är ett storhertigdöme och självständigt land med storhertigen som statschef. Furstendöme är en form av monarki.
I början av 1900-talet fanns små-furstendömen, som dock inte var egna länder utan delstater, i vissa delar av Frankrike, Italien, Portugal och  Spanien. I Tyskland fanns fram till år 1918 ett stort antal furstendömen (samt storhertigdömen, kungariken med mera). De ingick efter Tysklands enande 1871 som (formellt) suveräna förbundsstater inom det Tyska riket. Före 1871 och från och med Wienkongressen var de även i realiteten suveräna stater.
Före Tysk-romerska rikets avskaffande år 1806 (på grund av Napoleonkrigen) var furstendömenas innehavare formellt tysk-romerske kejsarens feodala vasaller i dennes egenskap av "tysk konung" och "romersk kejsare". "Furste" var en generellt benämning på dessa vasaller som kunde ha olika titlar såsom kung (i Böhmen), furste, hertig, kurfurste, furstbiskop, lantgreve, markgreve, greve, pfalzgreve, ärkebiskop m.m. de kunde vara antingen "riksomedelbara" eller inte. Icke riksomedelbara furstar och adelsmän fungerade som adel i de olika furstestaterna och inte direkt under kejsaren (vilka alltså inte innehade egna furstendömen). Dessutom skildes mellan riksfurstar (som hade ett furstendöme) och titulärfurstar. Många av dessa furstendömen, både andliga (religiösa) och världsliga, avskaffades under Napoleonkrigen, jämför mediatisering och sekularisering.
I det medeltida Ryssland och Östeuropa fanns också furstendömen av vilka en del senare kallades storfurstendömen. Ursprungligen stod de under ledning av storfursten i Kiev.
När Storbritannien hade kolonier i nuvarande Indien var inte hela Indien brittiskt, det fanns även formellt självständiga småfurstendömen (under maharadjor) som stod under brittiskt beskydd genom olika överenskomna avtal (ett slags vasallsystem enligt feodala principer, liksom även tidigare var fallet i Europa).